# Harelbeke-Antwerpen-Harelbeke 1958
Harelbeke-Antwerpen-Harelbeke 1958 was de eerste editie van de wielerklassieker Harelbeke-Antwerpen-Harelbeke en werd verreden op 3 mei 1958. Het parcours was 210km lang en liep van Harelbeke  naar Sint-Niklaas en terug. 
In een eindsprint klopte Armand Desmet Lucien Demunster en Briek Schotte. Daarmee eindigden drie Waregemnaars op het podium. Organisatoren reikten ook een bergprijs uit aan de beste klimmer. Deze werd uitgereikt aan André Noyelle die als eerste over vier van de vijf hellingen naar boven kwam, 

## Parcours
De eerste Harelbeke-Antwerpen-Harelbeke startte om 12 uur 's middags en kruiste meer dan 200km doorheen Vlaanderen. Het parcours was rustig in de eerste helft. De grootste moeilijkheid in de koers waren de reeks korte gekasseide hellingen (de Edelareberg, Kruisberg, Kwaremont, Kluisberg en Vossenhol) die kwamen na het midden van de koers met een vrij vlak slotgedeelte. De aankomst lag aan de Verenigde Natiënlaan in de Arendswijk, vlakbij café Britannia.
In een eindsprint klopte Armand Desmet zowel Lucien Demunster en Briek Schotte. Hij kreeg een radio ter waarde van 6.000 Belgische frank. Desmet trouwde drie dagen na zijn zege met zijn vrouw Denise. De radio stond in 2018 nog steeds bij haar als herinnering aan zijn mooie carrière. 
Achteraf gaf Desmet ietwat ontgoocheld te zijn in zijn prijs.  André Noyelle, winnaar van de bergprijs kreeg een Flandria wasmachine, wat hij als een beter prijs beschouwd had.

Over de koers berichtte Het Volk:
Duizendkoppige en enthousiaste massa op de Arendswijk. Briek Schotte, die slechts startte op ons aandringen, nam vrede met de derde rang. Lucienn Demunster, die soms gebaarde moe te worden en het niet was, rivaliseerde nog het geduchtst met Smetje. Maar bij Manten stond er geen mate op. Hij zwaaide de plak en boekte een benijdenswaardige victorie. Fier als pauw reed hij met de grote palm overhaast naar zijn schattige verloofde in op haar weg te Vichte. De zoentjes zullen ginder goed gesmaakt hebben.

## Uitslag
47 renners stonden aan de start, waarvan 27 de finish haalden.

## Ontvangst
De krant Het Volk merkte na de wedstrijd op dat de eerste editie een slager van groot formaat was. Na terug te blikken stelde de krant dat alle promotors en medewerkers lof verdienen.  Volgens hen was de publieke belangstelling ook buitengewoon.
Paul Terryn, een Harelbekenaar die naar de eerste Harelbeke-Antwerpen-Harelbeke keek herinnerde dat er toen veel werd gepronostikeerd. Er werd 8.000 frank uitgegeven aan een winnende gok.